# Nikolaj Mordvinov
Nikolaj Mordvinov (Jadrin, 15 febbraio 1901 – Mosca, 26 gennaio 1966) è stato un attore sovietico.

## Filmografia parziale

### Attore
- Mascherata (Маскарад, Maskarad), regia di Sergej Apollinarievič Gerasimov (1941)
- Kotovskij (1942)
- V gorach Jugoslavii (1946)

## Premi
- Artista onorato della RSFSR
- Artista popolare della RSFSR
- Artista del popolo dell'Unione Sovietica
- Premio Stalin
- Premio Lenin
- Ordine della Bandiera rossa del lavoro